# Ascolepis
Ascolepis es un género de plantas herbáceas de la familia de las ciperáceas. Comprende 10 especies descritas y de estas, solo 2 aceptadas.

## Descripción
Son plantas anuales o perennes, cortamente rizomatosas. Tallos fasciculados, con raíces fibrosas. Hojas enrolladas o acanaladas, más aplanadas distalmente. Inflorescencia capitada, de 1 o pocas espigas sésiles coniformes de espiguillas; brácteas desiguales, foliiformes, las externas patentes y desplegadas en la base; raquis cilíndrico o cónico. Espiguillas bisexuales, de 2 o 3 escamas florales, con 1 flor; escamas florales externas representando bractéolas abaxiales, imbricadas, aplanadas, en una espiral densa, más pequeñas que la gluma bajo la que subyacen; tercera escama representando a la raquilla, a veces presente; profilo ausente. Gluma aplanada dorsiventralmente y alada lateralmente o no, utricular o tubular, los márgenes connatos o libres, envolviendo al flósculo. Flores bisexuales; perianto ausente; estambres 1-3(-5); estigmas 2-3. Aquenios obovoides u oblongos, subtrígonos o más o menos lenticulares, apiculados o no, estipitados o sésiles, punteados.

## Taxonomía
El género fue descrito por Nees ex Steud. y publicado en Synopsis Plantarum Glumacearum 2: 105. 1855. La especie tipo es: Ascolepis eriocauloides (Steud.) Nees ex Steud.

## Especies seleccionadas
- Ascolepis ampullacea Raynal
- Ascolepis anthemiflora Welw.
- Ascolepis bellidiflora (Welw.) Cherm.
- Ascolepis brasiliensis (Kunth) Schnee
- Ascolepis capensis Ridl. [3]